# XIII Legislatura da Terceira República Portuguesa
A XIII Legislatura foi a legislatura da Assembleia da República de Portugal, resultante das eleições legislativas de 4 de outubro de 2015. A primeira reunião plenária decorreu no dia 23 de outubro, data em que Eduardo Ferro Rodrigues foi eleito o Presidente da Assembleia da República para esta legislatura.

Foi a primeira legislatura em que o partido PAN esteve representado, com um deputado apenas.

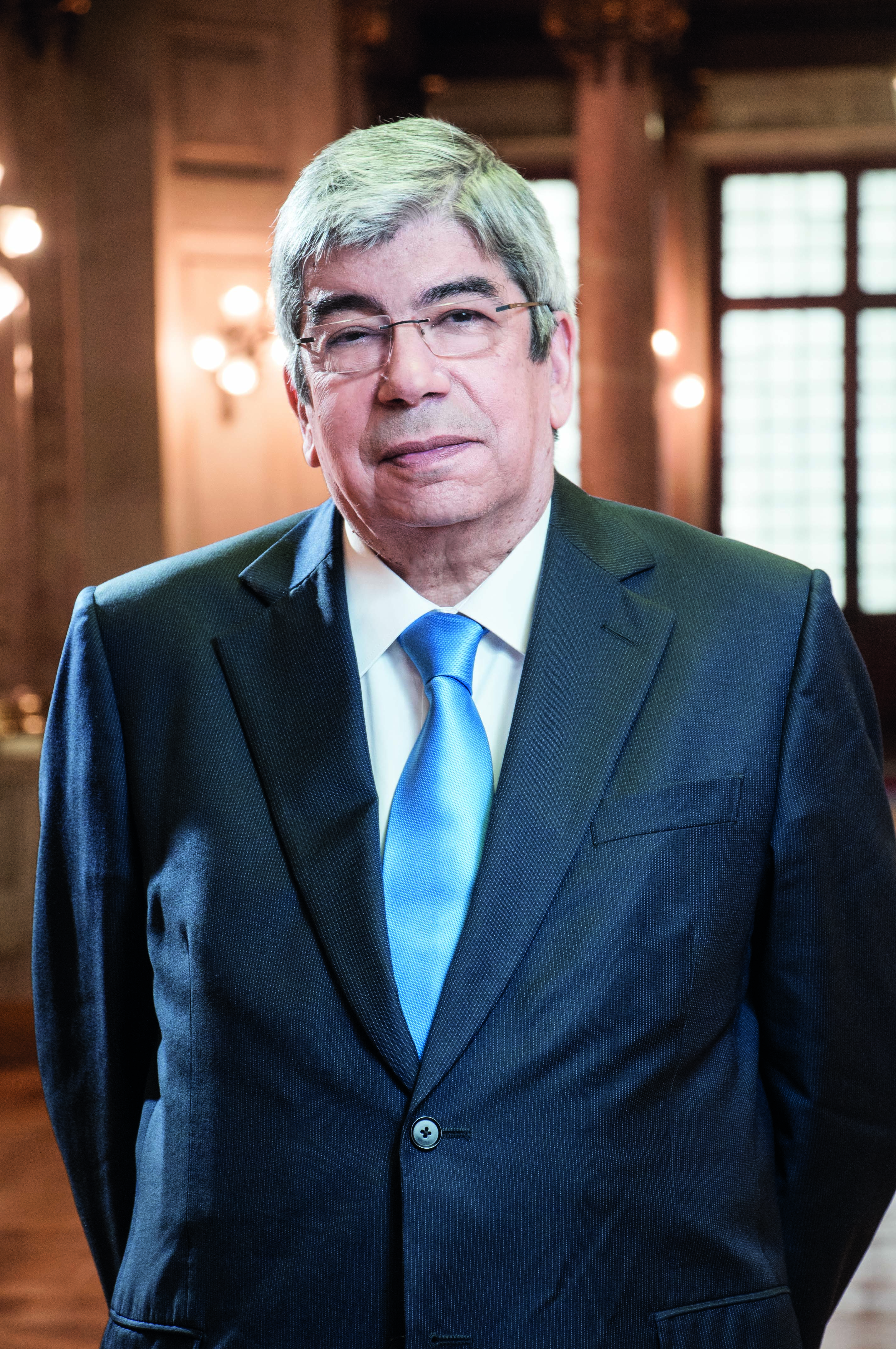
Eduardo Ferro Rodrigues, Presidente da Assembleia da República
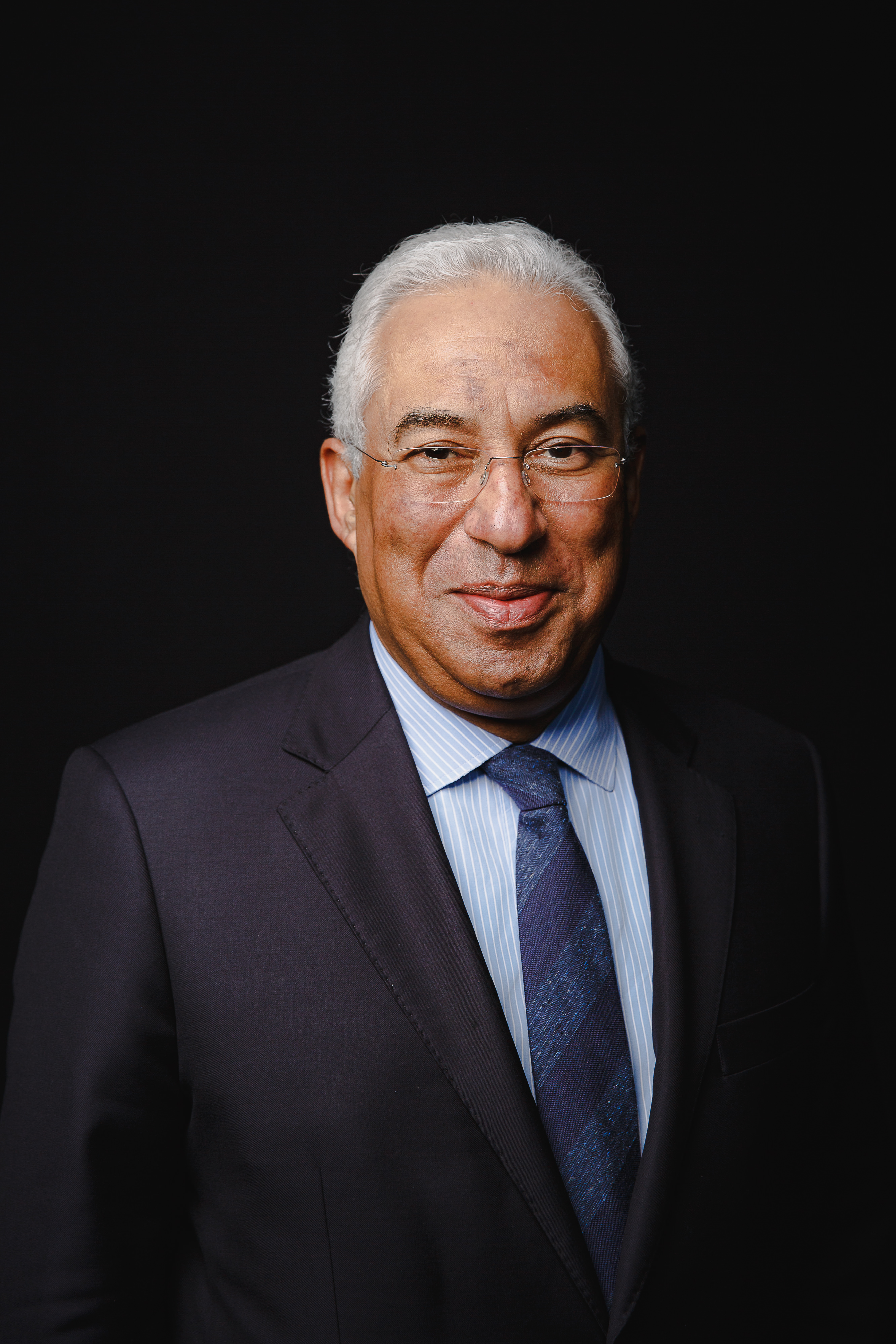
António Costa, primeiro-ministro do XXI Governo Constitucional (desde 26/11/2015)
Pedro Passos Coelho, primeiro-ministro do XX Governo Constitucional (30/10/2015-26/11/2015)

## Formação dos XX e XXI Governos Constitucionais
A partir da composição da XIII Legislatura, o Presidente da República Aníbal Cavaco Silva chamou Pedro Passos Coelho, líder do PPD/PSD, o partido com maior representação no Parlamento, para formar o XX Governo Constitucional e deu-lhe posse como primeiro-ministro a 30 de outubro. Este governo de coligação entre o PPD/PSD e o CDS-PP, que juntos tinham apenas 107 dos 230 deputados, não tinha apoio maioritário no Parlamento.
O PS, o segundo maior partido na Assembleia, assinou acordos de incidência parlamentar antiausteritários com o B.E., o PCP e o PEV que lhe asseguravam o apoio maioritário de 122 deputados para formar um novo governo e derrubar aquele. Assim o programa do XX Governo foi alvo de uma moção de rejeição aprovada por todos os partidos da oposição, incluindo o PAN, fazendo daquele o governo mais curto em 40 anos. António Costa, líder do PS, formou o XXI Governo Constitucional e tomou posse como primeiro-ministro a 26 de novembro.

## Lideranças

### Eleição do Presidente
A eleição para Presidente da Assembleia da República Portuguesa decorreu no dia 23 de outubro de 2015, na primeira reunião da Assembleia da República após as eleições. Para que se seja eleito, precisa-se do voto de 116 dos 230 deputados.
| Candidato                                | Grupo parlamentar | Grupo parlamentar | Votos |
| ---------------------------------------- | ----------------- | ----------------- | ----- |
| Eduardo Ferro Rodrigues                  |                   | PS                | 120   |
| Fernando Negrão                          |                   | PàF               | 108   |
|                                          |                   |                   |       |
| Totais                                   | Totais            | Totais            | 228   |
| Votos necessários                        | Votos necessários | Votos necessários | 116   |
| Brancos ou nulos                         | Brancos ou nulos  | Brancos ou nulos  | 2     |
| Votos                                    | Votos             | Votos             | 230   |
| Fonte: Diário da Assembleia da República |                   |                   |       |

### Eleição dos Vices-Presidentes
A eleição para os Vices-Presidentes da Assembleia da República Portuguesa decorreu no dia 28 de outubro de 2015.
| Candidato                                | Grupo parlamentar | Grupo parlamentar | Votos |
| ---------------------------------------- | ----------------- | ----------------- | ----- |
| José de Matos Correia                    |                   | PSD               | 173   |
| Jorge Lacão                              |                   | PS                | 122   |
| José Manuel Pureza                       |                   | B.E.              | 137   |
| Teresa Caeiro                            |                   | CDS-PP            | 172   |
|                                          |                   |                   |       |
| Totais                                   | Totais            | Totais            | 226   |
| Votos necessários                        | Votos necessários | Votos necessários | 116   |
| Fonte: Diário da Assembleia da República |                   |                   |       |

### Eleição dos Secretários
A eleição para os Secretários da Mesa Assembleia da República Portuguesa decorreu no dia 28 de outubro de 2015.
| Candidato                                | Grupo parlamentar | Grupo parlamentar | Votos |
| ---------------------------------------- | ----------------- | ----------------- | ----- |
| Duarte Pacheco                           |                   | PSD               | 188   |
| Idália Serrão                            |                   | PS                | 134   |
| Moisés Ferreira                          |                   | B.E.              | 124   |
| Abel Baptista                            |                   | CDS-PP            | 170   |
| Fonte: Diário da Assembleia da República |                   |                   |       |

### Eleição dos Vice-Secretários
A eleição para os Vice-Secretários da Mesa Assembleia da República Portuguesa decorreu no dia 28 de outubro de 2015.
| Candidato                                | Grupo parlamentar | Grupo parlamentar | Votos |
| ---------------------------------------- | ----------------- | ----------------- | ----- |
| Pedro Alves                              |                   | PSD               | 177   |
| Luísa Salgueiro                          |                   | PS                | 130   |
| Emília Santos                            |                   | PSD               | 170   |
| Diogo Leão                               |                   | PS                | 124   |
| Fonte: Diário da Assembleia da República |                   |                   |       |

## Composição da Assembleia da República
Em 24 de outubro de 2019, o número de deputados por cada grupo parlamentar era:
|    | Partido                      | Partido | Outubro de 2015 | Dezembro de 2018 |
| •  | Partido Social Democrata     | 89      | 89              |                  |
| •• | Partido Socialista           | 86      | 85              |                  |
|    | Bloco de Esquerda            | 19      | 19              |                  |
| •  | CDS – Partido Popular        | 18      | 18              |                  |
|    | Partido Comunista Português  | 15      | 15              |                  |
|    | Partido Ecologista Os Verdes | 2       | 2               |                  |
|    | Pessoas–Animais–Natureza     | 1       | 1               |                  |
|    | Deputado não inscrito        | 0       | 1               |                  |

- (•) Partidos do XX Governo Constitucional de Portugal (outubro de 2015 – novembro de 2015)
- (••) Partido do XXI Governo Constitucional de Portugal (novembro de 2015 – outubro de 2019)

### Resultados eleitorais
| Partidos                             | Partidos                       | Deputados | %     | Votos     | %      |
| ------------------------------------ | ------------------------------ | --------- | ----- | --------- | ------ |
| Bloco de Esquerda (B.E.)             | Bloco de Esquerda (B.E.)       | 19        | 8,26  | 550.945   | 10,19% |
| CDU – Coligação Democrática Unitária | PCP                            | 15        | 6,52  | 445.901   | 8,25%  |
| CDU – Coligação Democrática Unitária | PEV                            | 2         | 0,87  | 445.901   | 8,25%  |
| Partido Socialista (PS)              | Partido Socialista (PS)        | 86        | 37,39 | 1.747.730 | 32,32  |
| Pessoas-Animais-Natureza (PAN)       | Pessoas-Animais-Natureza (PAN) | 1         | 0,43  | 75.170    | 1,39%  |
| Portugal à Frente*                   | PPD/PSD                        | 89        | 38,70 | 2.085.465 | 38,56% |
| Portugal à Frente*                   | CDS-PP                         | 18        | 7,83  | 2.085.465 | 38,56% |

* PPD/PSD e CDS-PP concorreram juntos na coligação Portugal à Frente em todos os círculos eleitorais, exceto na Madeira e nos Açores.

### Grupos parlamentares
| Grupo parlamentar | Grupo parlamentar | Líder do Partido                                | Presidente do Grupo Parlamentar                                                 | Vice-presidentes | Secretários                                       | Deputados |
| ----------------- | ----------------- | ----------------------------------------------- | ------------------------------------------------------------------------------- | --- | ------------------------------------------------- | --------- |
|                   | PPD/PSD           | Pedro Passos Coelho (2010-2018) Rui Rio (2018-) | Luís Montenegro (2015–2017) Hugo Soares (2017–2018) Fernando Negrão (2018–2019) | Adão Silva Carlos Peixoto António Leitão Amaro António Costa Silva Emídio Guerreiro Margarida Mano Rubina Berardo                                                                    | Bruno Coimbra Clara Marques Mendes Manuela Tender | 89        |
|                   | PS                | António Costa                                   | Carlos César                                                                    | Ana Catarina Mendes Carlos João Pereira Filipe Neto Brandão Idália Serrão Jamila Madeira João Galamba João Paulo Correia João Torres Lara Martinho Pedro Delgado Alves Susana Amador |                                                   | 86        |
|                   | B.E.              | Catarina Martins                                | Pedro Filipe Soares                                                             | Jorge Costa Mariana Mortágua |                                                   | 19        |
|                   | CDS–PP            | Assunção Cristas                                | Nuno Magalhães                                                                  | Cecília Meireles Hélder Amaral Telmo Correia |                                                   | 18        |
|                   | PCP               | Jerónimo de Sousa                               | João Oliveira                                                                   | António Filipe Paula Santos |                                                   | 15        |
|                   | PEV               | Heloísa Apolónia                                | Heloísa Apolónia                                                                | |                                                   | 2         |
|                   | PAN               | André Silva                                     | André Silva                                                                     | |                                                   | 1         |

### Comissões Parlamentares
| Deputados                                    | Partido |
| -------------------------------------------- | ------- |
| Eduardo Ferro Rodrigues (Presidente da Mesa) | PS      |
| José de Matos Correia (Vice-presidente)      | PSD     |
| Jorge Lacão (Vice-presidente)                | PS      |
| José Manuel Pureza (Vice-presidente)         | B.E.    |
| Teresa Caeiro (Vice-presidente)              | CDS-PP  |
| Fernando Negrão                              | PSD     |
| Adão Silva                                   | PSD     |
| Carlos Peixoto                               | PSD     |
| António Leitão Amaro                         | PSD     |
| António Costa Silva                          | PSD     |
| Margarida Mano                               | PSD     |
| Rubina Berardo                               | PSD     |
| Bruno Coimbra                                | PSD     |
| Clara Marques Mendes                         | PSD     |
| Manuela Tender                               | PSD     |
| Carlos César                                 | PS      |
| Ana Catarina Mendes                          | PS      |
| Carlos João Pereira                          | PS      |
| Filipe Neto Brandão                          | PS      |
| Idália Serrão                                | PS      |
| Jamila Madeira                               | PS      |
| João Galamba                                 | PS      |
| João Paulo Correia                           | PS      |
| João Torres                                  | PS      |
| Lara Martinho                                | PS      |
| Pedro Delgado Alves                          | PS      |
| Susana Amador                                | PS      |
| Pedro Filipe Soares                          | B.E.    |
| Jorge Costa                                  | B.E.    |
| Mariana Mortágua                             | B.E.    |
| Nuno Magalhães                               | CDS-PP  |
| Cecília Meireles                             | CDS-PP  |
| Telmo Correia                                | CDS-PP  |
| António Filipe                               | PCP     |
| João Oliveira                                | PCP     |
| Heloísa Apolónia                             | PEV     |
| André Silva                                  | PAN     |

## Lista de deputados eleitos nas eleições legislativas
Legenda de cores
| Deputados eleitos para a Assembleia da República | Deputados eleitos para a Assembleia da República | Deputados eleitos para a Assembleia da República   | Deputados eleitos para a Assembleia da República | Deputados eleitos para a Assembleia da República |
| Círculo eleitoral                                | Partido político                                 | Partido político                                   | Deputado(a)                                      | Notas |
| ------------------------------------------------ | ------------------------------------------------ | -------------------------------------------------- | ------------------------------------------------ | --- |
| Aveiro (16)                                      |                                                  | PPD/PSD.CDS-PP — Portugal à Frente (10)            | Luís Montenegro                                  | Renunciou a 6 de abril de 2018, por razões de estratégia política. |
| Aveiro (16)                                      | António Topa                                     | PPD/PSD.CDS-PP — Portugal à Frente (10)            |                                                  | |
| Aveiro (16)                                      | Regina Bastos                                    | PPD/PSD.CDS-PP — Portugal à Frente (10)            |                                                  | |
| Aveiro (16)                                      | Ulisses Pereira                                  | PPD/PSD.CDS-PP — Portugal à Frente (10)            |                                                  | |
| Aveiro (16)                                      | Helga Correia                                    | PPD/PSD.CDS-PP — Portugal à Frente (10)            |                                                  | |
| Aveiro (16)                                      | Amadeu Soares Albergaria                         | PPD/PSD.CDS-PP — Portugal à Frente (10)            |                                                  | |
| Aveiro (16)                                      | Susana Lamas                                     | PPD/PSD.CDS-PP — Portugal à Frente (10)            |                                                  | |
| Aveiro (16)                                      | Bruno Coimbra                                    | PPD/PSD.CDS-PP — Portugal à Frente (10)            |                                                  | |
| Aveiro (16)                                      | João Pinho de Almeida                            | PPD/PSD.CDS-PP — Portugal à Frente (10)            |                                                  | |
| Aveiro (16)                                      | António Carlos Monteiro                          | PPD/PSD.CDS-PP — Portugal à Frente (10)            |                                                  | |
| Aveiro (16)                                      |                                                  | PS - Partido Socialista (5)                        | Pedro Nuno Santos                                | Tomou posse a 27 de novembro de 2015 no XXI Governo Constitucional. |
| Aveiro (16)                                      |                                                  | PS - Partido Socialista (5)                        | Fernando Rocha Andrade                           | Tomou posse a 27 de novembro de 2015 no XXI Governo Constitucional. Cessou funções no governo em 14 de julho de 2017 e regressou à AR. |
| Aveiro (16)                                      |                                                  | PS - Partido Socialista (5)                        | Rosa Maria Bastos Albernaz                       | Renunciou a 19 de dezembro de 2018 por razões pessoais e familiares. |
| Aveiro (16)                                      | Filipe Neto Brandão                              | PS - Partido Socialista (5)                        |                                                  | |
| Aveiro (16)                                      | Porfírio Silva                                   | PS - Partido Socialista (5)                        |                                                  | |
| Aveiro (16)                                      |                                                  | B.E. - Bloco de Esquerda                           | Moisés Ferreira                                  | |
| Beja (3)                                         |                                                  | PS - Partido Socialista                            | Pedro do Carmo                                   | |
| Beja (3)                                         |                                                  | PCP-PEV — CDU - Coligação Democrática Unitária     | João Ramos                                       | Renunciou a 1 de março de 2018, alegando razões de ordem pessoal e familiar. |
| Beja (3)                                         |                                                  | PPD/PSD.CDS-PP — Portugal à Frente                 | Nilza de Sena                                    | |
| Braga (19)                                       |                                                  | PPD/PSD.CDS-PP — Portugal à Frente (10)            | Jorge Moreira da Silva                           | Renunciou a 1 de novembro de 2016 para assumir o cargo de director-geral de Desenvolvimento e Cooperação da OCDE. |
| Braga (19)                                       | Fernando Negrão                                  | PPD/PSD.CDS-PP — Portugal à Frente (10)            |                                                  | |
| Braga (19)                                       | Clara Marques Mendes                             | PPD/PSD.CDS-PP — Portugal à Frente (10)            |                                                  | |
| Braga (19)                                       | Hugo Lopes Soares                                | PPD/PSD.CDS-PP — Portugal à Frente (10)            |                                                  | |
| Braga (19)                                       | Laura Monteiro Magalhães                         | PPD/PSD.CDS-PP — Portugal à Frente (10)            |                                                  | |
| Braga (19)                                       | Emídio Guerreiro                                 | PPD/PSD.CDS-PP — Portugal à Frente (10)            |                                                  | |
| Braga (19)                                       | Jorge Paulo Oliveira                             | PPD/PSD.CDS-PP — Portugal à Frente (10)            |                                                  | |
| Braga (19)                                       | Joel Sá                                          | PPD/PSD.CDS-PP — Portugal à Frente (10)            |                                                  | |
| Braga (19)                                       | Telmo Correia                                    | PPD/PSD.CDS-PP — Portugal à Frente (10)            |                                                  | |
| Braga (19)                                       | Vânia Dias da Silva                              | PPD/PSD.CDS-PP — Portugal à Frente (10)            |                                                  | |
| Braga (19)                                       |                                                  | PS - Partido Socialista (7)                        | Manuel Caldeira Cabral                           | Tomou posse a 27 de novembro de 2015 no XXI Governo Constitucional. Cessou funções no governo a 15 de outubro de 2018 e regressou à AR. Renunciou a 17 de junho de 2019 para integrar a administração da Autoridade da Supervisão dos Seguros e Fundos de Pensões.        |
| Braga (19)                                       | Joaquim Barreto                                  | PS - Partido Socialista (7)                        |                                                  | |
| Braga (19)                                       | Sónia Fertuzinhos                                | PS - Partido Socialista (7)                        |                                                  | |
| Braga (19)                                       |                                                  | PS - Partido Socialista (7)                        | Domingos Pereira                                 | Renunciou a 5 de maio de 2017 para ser candidato independente à Câmara Municipal de Barcelos. |
| Braga (19)                                       | Hugo Pires                                       | PS - Partido Socialista (7)                        |                                                  | |
| Braga (19)                                       | Maria Augusta Santos                             | PS - Partido Socialista (7)                        |                                                  | |
| Braga (19)                                       | Luís Soares                                      | PS - Partido Socialista (7)                        |                                                  | |
| Braga (19)                                       |                                                  | B.E. - Bloco de Esquerda                           | Pedro Soares                                     | |
| Braga (19)                                       |                                                  | PCP-PEV — CDU - Coligação Democrática Unitária     | Carla Cruz                                       | |
| Bragança (3)                                     |                                                  | PPD/PSD.CDS-PP — Portugal à Frente (2)             | Adão Silva                                       | |
| Bragança (3)                                     | José Silvano                                     | PPD/PSD.CDS-PP — Portugal à Frente (2)             |                                                  | |
| Bragança (3)                                     |                                                  | PS - Partido Socialista                            | Jorge Gomes                                      | Tomou posse a 27 de novembro de 2015 no XXI Governo Constitucional. Cessou funções no governo em 21 de outubro de 2017 e regressou à AR. |
| Castelo Branco (4)                               |                                                  | PPD/PSD.CDS-PP — Portugal à Frente (2)             | Manuel Frexes                                    | |
| Castelo Branco (4)                               | Álvaro Batista                                   | PPD/PSD.CDS-PP — Portugal à Frente (2)             |                                                  | |
| Castelo Branco (4)                               |                                                  | PS - Partido Socialista (2)                        | Hortense Martins                                 | |
| Castelo Branco (4)                               | Eurico Brilhante Dias                            | PS - Partido Socialista (2)                        |                                                  | |
| Coimbra (9)                                      |                                                  | PPD/PSD.CDS-PP — Portugal à Frente (4)             | Margarida Mano                                   | |
| Coimbra (9)                                      |                                                  | PPD/PSD.CDS-PP — Portugal à Frente (4)             | Manuel Rodrigues                                 | Renunciou a 20 de março de 2017 para assumir funções como docente no King's College, Londres. |
| Coimbra (9)                                      | Maurício Marques                                 | PPD/PSD.CDS-PP — Portugal à Frente (4)             |                                                  | |
| Coimbra (9)                                      | Fátima Ramos                                     | PPD/PSD.CDS-PP — Portugal à Frente (4)             |                                                  | |
| Coimbra (9)                                      |                                                  | PS - Partido Socialista (4)                        | Helena Freitas                                   | Suspendeu mandato em 10 de março de 2016, para assumir funções como coordenadora da Unidade de Missão para Valorização do Interior. Renunciou em 2 de maio de 2017, uma vez terminadas as funções na Unidade de Missão.                                                   |
| Coimbra (9)                                      | Pedro Coimbra                                    | PS - Partido Socialista (4)                        |                                                  | |
| Coimbra (9)                                      |                                                  | PS - Partido Socialista (4)                        | João Galamba                                     | Tomou posse a 17 de outubro de 2018 no XXI Governo Constitucional. |
| Coimbra (9)                                      | Elza Pais                                        | PS - Partido Socialista (4)                        |                                                  | |
| Coimbra (9)                                      |                                                  | B.E. - Bloco de Esquerda                           | José Manuel Pureza                               | |
| Évora (3)                                        |                                                  | PS - Partido Socialista                            | Luís Capoulas Santos                             | Tomou posse a 27 de novembro de 2015 no XXI Governo Constitucional. |
| Évora (3)                                        |                                                  | PPD/PSD.CDS-PP — Portugal à Frente                 | António Costa Silva                              | |
| Évora (3)                                        |                                                  | PCP-PEV — CDU - Coligação Democrática Unitária     | João Oliveira                                    | |
| Faro (9)                                         |                                                  | PS - Partido Socialista (4)                        | José Apolinário                                  | Tomou posse a 27 de novembro de 2015 no XXI Governo Constitucional. |
| Faro (9)                                         |                                                  | PS - Partido Socialista (4)                        | António Eusébio                                  | Renunciou a 12 de março de 2018 para assumir funções como administrador da Águas do Algarve. |
| Faro (9)                                         | Jamila Madeira                                   | PS - Partido Socialista (4)                        |                                                  | |
| Faro (9)                                         | Luís Graça                                       | PS - Partido Socialista (4)                        |                                                  | |
| Faro (9)                                         |                                                  | PPD/PSD.CDS-PP — Portugal à Frente (3)             | José Carlos Barros                               | |
| Faro (9)                                         | Cristóvão Norte                                  | PPD/PSD.CDS-PP — Portugal à Frente (3)             |                                                  | |
| Faro (9)                                         | Teresa Caeiro                                    | PPD/PSD.CDS-PP — Portugal à Frente (3)             |                                                  | |
| Faro (9)                                         |                                                  | B.E. - Bloco de Esquerda                           | João Vasconcelos                                 | |
| Faro (9)                                         |                                                  | PCP-PEV — CDU - Coligação Democrática Unitária     | Paulo Sá                                         | |
| Guarda (4)                                       |                                                  | PPD/PSD.CDS-PP — Portugal à Frente (2)             | Carlos Peixoto                                   | |
| Guarda (4)                                       | Andreia Guerra                                   | PPD/PSD.CDS-PP — Portugal à Frente (2)             |                                                  | |
| Guarda (4)                                       |                                                  | PS - Partido Socialista (2)                        | Santinho Pacheco                                 | |
| Guarda (4)                                       | M.ª Antônia de Almeida Santos                    | PS - Partido Socialista (2)                        |                                                  | |
| Leiria (10)                                      |                                                  | PPD/PSD.CDS-PP — Portugal à Frente (6)             | Teresa Morais                                    | |
| Leiria (10)                                      | Feliciano Duarte                                 | PPD/PSD.CDS-PP — Portugal à Frente (6)             |                                                  | |
| Leiria (10)                                      | Pedro Pimpão                                     | PPD/PSD.CDS-PP — Portugal à Frente (6)             |                                                  | |
| Leiria (10)                                      | Margarida Balseiro Lopes                         | PPD/PSD.CDS-PP — Portugal à Frente (6)             |                                                  | |
| Leiria (10)                                      | José António Silva                               | PPD/PSD.CDS-PP — Portugal à Frente (6)             |                                                  | |
| Leiria (10)                                      | Assunção Cristas                                 | PPD/PSD.CDS-PP — Portugal à Frente (6)             |                                                  | |
| Leiria (10)                                      |                                                  | PS - Partido Socialista (3)                        | Margarida Marques                                | Tomou posse a 27 de novembro de 2015 no XXI Governo Constitucional. Cessou funções no governo em 14 de julho de 2017 e regressou à AR. Renunciou a 2 de julho de 2019 para assumir funções como deputada ao Parlamento Europeu na 9ª legislatura (2019-2024).             |
| Leiria (10)                                      | António Sales                                    | PS - Partido Socialista (3)                        |                                                  | |
| Leiria (10)                                      |                                                  | PS - Partido Socialista (3)                        | José Miguel Medeiros                             | Renunciou em 24 de julho de 2018 para gerir a FlorestGal, empresa pública de gestão florestal. |
| Leiria (10)                                      |                                                  | B.E. - Bloco de Esquerda                           | Heitor de Sousa                                  | |
| Lisboa (47)                                      |                                                  | PS - Partido Socialista (18)                       | António Costa                                    | Tomou posse a 27 de novembro de 2015 no XXI Governo Constitucional. |
| Lisboa (47)                                      | Eduardo Ferro Rodrigues                          | PS - Partido Socialista (18)                       |                                                  | |
| Lisboa (47)                                      | Helena Roseta                                    | PS - Partido Socialista (18)                       |                                                  | |
| Lisboa (47)                                      |                                                  | PS - Partido Socialista (18)                       | Marcos Perestrello                               | Tomou posse a 27 de novembro de 2015 no XXI Governo Constitucional. Cessou funções no governo em 15 de outubro de 2018 e regressou à AR. |
| Lisboa (47)                                      | Miranda Calha                                    | PS - Partido Socialista (18)                       |                                                  | |
| Lisboa (47)                                      | Maria Luz Rosinha                                | PS - Partido Socialista (18)                       |                                                  | |
| Lisboa (47)                                      | Sérgio Sousa Pinto                               | PS - Partido Socialista (18)                       |                                                  | |
| Lisboa (47)                                      |                                                  | PS - Partido Socialista (18)                       | Mário Centeno                                    | Tomou posse a 27 de novembro de 2015 no XXI Governo Constitucional. |
| Lisboa (47)                                      | Edite Estrela                                    | PS - Partido Socialista (18)                       |                                                  | |
| Lisboa (47)                                      | Jorge Lacão                                      | PS - Partido Socialista (18)                       |                                                  | |
| Lisboa (47)                                      | Vitalino Canas                                   | PS - Partido Socialista (18)                       |                                                  | |
| Lisboa (47)                                      | Susana Amador                                    | PS - Partido Socialista (18)                       |                                                  | |
| Lisboa (47)                                      |                                                  | PS - Partido Socialista (18)                       | João Soares                                      | Tomou posse a 27 de novembro de 2015 no XXI Governo Constitucional. Cessou funções no governo em 14 de abril de 2016 e regressou à AR. |
| Lisboa (47)                                      | Joaquim Raposo                                   | PS - Partido Socialista (18)                       |                                                  | |
| Lisboa (47)                                      |                                                  | PS - Partido Socialista (18)                       | Graça Fonseca                                    | Tomou posse a 27 de novembro de 2015 no XXI Governo Constitucional. |
| Lisboa (47)                                      | Pedro Delgado Alves                              | PS - Partido Socialista (18)                       |                                                  | |
| Lisboa (47)                                      | Isabel Alves Moreira                             | PS - Partido Socialista (18)                       |                                                  | |
| Lisboa (47)                                      | Diogo Leão                                       | PS - Partido Socialista (18)                       |                                                  | |
| Lisboa (47)                                      |                                                  | PPD/PSD.CDS-PP — Portugal à Frente (18)            | Pedro Passos Coelho                              | Renunciou a 1 de março de 2018, por ter cessado funções como Presidente do PSD. |
| Lisboa (47)                                      | Paula Teixeira da Cruz                           | PPD/PSD.CDS-PP — Portugal à Frente (18)            |                                                  | |
| Lisboa (47)                                      | Luís Marques Guedes                              | PPD/PSD.CDS-PP — Portugal à Frente (18)            |                                                  | |
| Lisboa (47)                                      | José de Matos Correia                            | PPD/PSD.CDS-PP — Portugal à Frente (18)            |                                                  | |
| Lisboa (47)                                      | José de Matos Rosa                               | PPD/PSD.CDS-PP — Portugal à Frente (18)            |                                                  | |
| Lisboa (47)                                      | Pedro Pinto                                      | PPD/PSD.CDS-PP — Portugal à Frente (18)            |                                                  | |
| Lisboa (47)                                      | Sandra Pereira                                   | PPD/PSD.CDS-PP — Portugal à Frente (18)            |                                                  | |
| Lisboa (47)                                      | Sérgio Azevedo                                   | PPD/PSD.CDS-PP — Portugal à Frente (18)            |                                                  | |
| Lisboa (47)                                      | Pedro Roque                                      | PPD/PSD.CDS-PP — Portugal à Frente (18)            |                                                  | |
| Lisboa (47)                                      | Duarte Pacheco                                   | PPD/PSD.CDS-PP — Portugal à Frente (18)            |                                                  | |
| Lisboa (47)                                      |                                                  | PPD/PSD.CDS-PP — Portugal à Frente (18)            | Odete Silva                                      | Faleceu a 10 de março de 2016, tendo sido substituída por Ricardo Baptista Leite. |
| Lisboa (47)                                      | Carlos Silva                                     | PPD/PSD.CDS-PP — Portugal à Frente (18)            |                                                  | |
| Lisboa (47)                                      | Joana Barata Lopes                               | PPD/PSD.CDS-PP — Portugal à Frente (18)            |                                                  | |
| Lisboa (47)                                      |                                                  | PPD/PSD.CDS-PP — Portugal à Frente (18)            | Paulo Portas                                     | Renunciou a 9 de junho de 2016, tendo cessado funções como Presidente do CDS-PP, para assumir as funções de consultor da Mota-Engil. |
| Lisboa (47)                                      | Ana Rita Bessa                                   | PPD/PSD.CDS-PP — Portugal à Frente (18)            |                                                  | |
| Lisboa (47)                                      | João Rebelo                                      | PPD/PSD.CDS-PP — Portugal à Frente (18)            |                                                  | |
| Lisboa (47)                                      | Isabel Galriça Neto                              | PPD/PSD.CDS-PP — Portugal à Frente (18)            |                                                  | |
| Lisboa (47)                                      |                                                  | PPD/PSD.CDS-PP — Portugal à Frente (18)            | Filipe Lobo D'Ávila                              | Renunciou a 24 de março de 2018 por divergências com a direção política do CDS-PP. |
| Lisboa (47)                                      | Filipe Anacoreta Correia                         | PPD/PSD.CDS-PP — Portugal à Frente (18)            |                                                  | |
| Lisboa (47)                                      |                                                  | B.E. - Bloco de Esquerda (5)                       | Mariana Mortágua                                 | |
| Lisboa (47)                                      | Pedro Filipe Soares                              | B.E. - Bloco de Esquerda (5)                       |                                                  | |
| Lisboa (47)                                      | Jorge Costa                                      | B.E. - Bloco de Esquerda (5)                       |                                                  | |
| Lisboa (47)                                      | Isabel Pires                                     | B.E. - Bloco de Esquerda (5)                       |                                                  | |
| Lisboa (47)                                      | Jorge Falcato                                    | B.E. - Bloco de Esquerda (5)                       |                                                  | |
| Lisboa (47)                                      |                                                  | PCP-PEV — CDU - Coligação Democrática Unitária (5) | Jerónimo de Sousa                                | |
| Lisboa (47)                                      | Rita Rato                                        | PCP-PEV — CDU - Coligação Democrática Unitária (5) |                                                  | |
| Lisboa (47)                                      |                                                  | PCP-PEV — CDU - Coligação Democrática Unitária (5) | Miguel Tiago                                     | Renunciou a 15 de setembro de 2018 por razões profissionais e para integrar a comissão de atividades económicas do Comité Central do PCP. |
| Lisboa (47)                                      | Ana Mesquita                                     | PCP-PEV — CDU - Coligação Democrática Unitária (5) |                                                  | |
| Lisboa (47)                                      | José Luis Ferreira                               | PCP-PEV — CDU - Coligação Democrática Unitária (5) |                                                  | |
| Lisboa (47)                                      |                                                  | PAN — Pessoas - Animais - Natureza                 | André Silva                                      | |
| Portalegre (2)                                   |                                                  | PS - Partido Socialista                            | Luis Moreira Testa                               | |
| Portalegre (2)                                   |                                                  | PPD/PSD.CDS-PP — Portugal à Frente                 | Cristóvão Crespo                                 | |
| Porto (39)                                       |                                                  | PPD/PSD.CDS-PP — Portugal à Frente (17)            | José Pedro Aguiar-Branco                         | Renunciou a 1 de fevereiro de 2019, por divergências políticas com a direção nacional do PSD. |
| Porto (39)                                       | Marco António Costa                              | PPD/PSD.CDS-PP — Portugal à Frente (17)            |                                                  | |
| Porto (39)                                       | Emília Santos                                    | PPD/PSD.CDS-PP — Portugal à Frente (17)            |                                                  | |
| Porto (39)                                       | Fernando Virgílio Macedo                         | PPD/PSD.CDS-PP — Portugal à Frente (17)            |                                                  | |
| Porto (39)                                       | Maria Germana Rocha                              | PPD/PSD.CDS-PP — Portugal à Frente (17)            |                                                  | |
| Porto (39)                                       |                                                  | PPD/PSD.CDS-PP — Portugal à Frente (17)            | Carlos Costa Neves                               | Renunciou a 1 de outubro de 2018, por razões de ordem pessoal. |
| Porto (39)                                       | Miguel Santos                                    | PPD/PSD.CDS-PP — Portugal à Frente (17)            |                                                  | |
| Porto (39)                                       | Cristóvão Simão Ribeiro                          | PPD/PSD.CDS-PP — Portugal à Frente (17)            |                                                  | |
| Porto (39)                                       | Firmino Pereira                                  | PPD/PSD.CDS-PP — Portugal à Frente (17)            |                                                  | |
| Porto (39)                                       | Andreia Neto                                     | PPD/PSD.CDS-PP — Portugal à Frente (17)            |                                                  | |
| Porto (39)                                       | Miguel Morgado                                   | PPD/PSD.CDS-PP — Portugal à Frente (17)            |                                                  | |
| Porto (39)                                       | Carla Barros                                     | PPD/PSD.CDS-PP — Portugal à Frente (17)            |                                                  | |
| Porto (39)                                       | Paulo Rios de Oliveira                           | PPD/PSD.CDS-PP — Portugal à Frente (17)            |                                                  | |
| Porto (39)                                       | Luís Vales                                       | PPD/PSD.CDS-PP — Portugal à Frente (17)            |                                                  | |
| Porto (39)                                       | Pedro Mota Soares                                | PPD/PSD.CDS-PP — Portugal à Frente (17)            |                                                  | |
| Porto (39)                                       | Cecília Meireles                                 | PPD/PSD.CDS-PP — Portugal à Frente (17)            |                                                  | |
| Porto (39)                                       | Álvaro Castelo Branco                            | PPD/PSD.CDS-PP — Portugal à Frente (17)            |                                                  | |
| Porto (39)                                       |                                                  | PS - Partido Socialista (14)                       | Alexandre Quintanilha                            | |
| Porto (39)                                       |                                                  | PS - Partido Socialista (14)                       | José Luís Carneiro                               | Tomou posse a 27 de novembro de 2015 no XXI Governo Constitucional. |
| Porto (39)                                       |                                                  | PS - Partido Socialista (14)                       | Isabel Santos                                    | Renunciou a 2 de julho de 2019 para assumir funções como deputada ao Parlamento Europeu na 9ª legislatura (2019-2024). |
| Porto (39)                                       |                                                  | PS - Partido Socialista (14)                       | Alberto Martins                                  | Renunciou a 20 de julho de 2017 por motivos pessoais. |
| Porto (39)                                       | Renato Sampaio                                   | PS - Partido Socialista (14)                       |                                                  | |
| Porto (39)                                       |                                                  | PS - Partido Socialista (14)                       | Luísa Salgueiro                                  | Renunciou a 21 de outubro de 2017 para tomar posse como Presidente da Câmara Municipal de Matosinhos. |
| Porto (39)                                       |                                                  | PS - Partido Socialista (14)                       | João Torres                                      | Tomou posse a 17 de outubro de 2018 no XXI Governo Constitucional. |
| Porto (39)                                       | João Paulo Correia                               | PS - Partido Socialista (14)                       |                                                  | |
| Porto (39)                                       |                                                  | PS - Partido Socialista (14)                       | Ana Paula Vitorino                               | Tomou posse a 27 de novembro de 2015 no XXI Governo Constitucional. |
| Porto (39)                                       |                                                  | PS - Partido Socialista (14)                       | Gabriela Canavilhas                              | Renunciou a 1 de setembro de 2018 para regressar à vida cultural e académica. |
| Porto (39)                                       | Ricardo Bexiga                                   | PS - Partido Socialista (14)                       |                                                  | |
| Porto (39)                                       |                                                  | PS - Partido Socialista (14)                       | Isabel Oneto                                     | Tomou posse a 27 de novembro de 2015 no XXI Governo Constitucional. |
| Porto (39)                                       | Tiago Barbosa Ribeiro                            | PS - Partido Socialista (14)                       |                                                  | |
| Porto (39)                                       | Bacelar de Vasconcelos                           | PS - Partido Socialista (14)                       |                                                  | |
| Porto (39)                                       |                                                  | B.E. - Bloco de Esquerda (5)                       | Catarina Martins                                 | |
| Porto (39)                                       | José Soeiro                                      | B.E. - Bloco de Esquerda (5)                       |                                                  | |
| Porto (39)                                       | Luís Monteiro                                    | B.E. - Bloco de Esquerda (5)                       |                                                  | |
| Porto (39)                                       |                                                  | B.E. - Bloco de Esquerda (5)                       | Domicilia Costa                                  | Renunciou a 13 de julho de 2017 por convite do BE e também por motivos pessoais, alegando cansaço. |
| Porto (39)                                       |                                                  | B.E. - Bloco de Esquerda (5)                       | Jorge Campos                                     | Renunciou a 1 de dezembro de 2018 por motivos pessoais. |
| Porto (39)                                       |                                                  | PCP-PEV — CDU - Coligação Democrática Unitária (3) | Jorge Machado                                    | |
| Porto (39)                                       | Diana Ferreira                                   | PCP-PEV — CDU - Coligação Democrática Unitária (3) |                                                  | |
| Porto (39)                                       |                                                  | PCP-PEV — CDU - Coligação Democrática Unitária (3) | Ana Virgínia Pereira                             | Renunciou a 16 de abril de 2018, por motivos de saúde. |
| Santarém (9)                                     |                                                  | PPD/PSD.CDS-PP — Portugal à Frente (4)             | Teresa Leal Coelho                               | |
| Santarém (9)                                     | Nuno Serra                                       | PPD/PSD.CDS-PP — Portugal à Frente (4)             |                                                  | |
| Santarém (9)                                     | Duarte Marques                                   | PPD/PSD.CDS-PP — Portugal à Frente (4)             |                                                  | |
| Santarém (9)                                     | Patrícia Fonseca                                 | PPD/PSD.CDS-PP — Portugal à Frente (4)             |                                                  | |
| Santarém (9)                                     |                                                  | PS - Partido Socialista (3)                        | Vieira da Silva                                  | Tomou posse a 27 de novembro de 2015 no XXI Governo Constitucional. |
| Santarém (9)                                     | António Gameiro                                  | PS - Partido Socialista (3)                        |                                                  | |
| Santarém (9)                                     |                                                  | PS - Partido Socialista (3)                        | Idália Serrão                                    | Renunciou a 4 de janeiro de 2019 para integrar a administração da Associação Mutualista Montepio. |
| Santarém (9)                                     |                                                  | B.E. - Bloco de Esquerda                           | Carlos Matias                                    | |
| Santarém (9)                                     |                                                  | PCP-PEV — CDU - Coligação Democrática Unitária     | António Filipe                                   | |
| Setúbal (18)                                     |                                                  | PS - Partido Socialista (6)                        | Ana Catarina Mendes                              | |
| Setúbal (18)                                     |                                                  | PS - Partido Socialista (6)                        | Eduardo Cabrita                                  | Tomou posse a 27 de novembro de 2015 no XXI Governo Constitucional. |
| Setúbal (18)                                     | Eurídice Pereira                                 | PS - Partido Socialista (6)                        |                                                  | |
| Setúbal (18)                                     |                                                  | PS - Partido Socialista (6)                        | Catarina Marcelino                               | Tomou posse a 27 de novembro de 2015 no XXI Governo Constitucional. Cessou funções no governo em 21 de outubro de 2017 e regressou à AR. |
| Setúbal (18)                                     |                                                  | PS - Partido Socialista (6)                        | Ricardo Mourinho Félix                           | Tomou posse a 27 de novembro de 2015 no XXI Governo Constitucional. |
| Setúbal (18)                                     |                                                  | PS - Partido Socialista (6)                        | Inês de Medeiros                                 | Renunciou a 24 de janeiro de 2016 para assumir o cargo de vice-presidente da Fundação INATEL. |
| Setúbal (18)                                     |                                                  | PPD/PSD.CDS-PP — Portugal à Frente (5)             | Maria Luís Albuquerque                           | |
| Setúbal (18)                                     | Bruno Vitorino                                   | PPD/PSD.CDS-PP — Portugal à Frente (5)             |                                                  | |
| Setúbal (18)                                     | Maria das Mercês Borges                          | PPD/PSD.CDS-PP — Portugal à Frente (5)             |                                                  | |
| Setúbal (18)                                     | Pedro do Ó Ramos                                 | PPD/PSD.CDS-PP — Portugal à Frente (5)             |                                                  | |
| Setúbal (18)                                     | Nuno Magalhães                                   | PPD/PSD.CDS-PP — Portugal à Frente (5)             |                                                  | |
| Setúbal (18)                                     |                                                  | PCP-PEV — CDU - Coligação Democrática Unitária (4) | Francisco Lopes                                  | |
| Setúbal (18)                                     | Paula Santos                                     | PCP-PEV — CDU - Coligação Democrática Unitária (4) |                                                  | |
| Setúbal (18)                                     | Bruno Dias                                       | PCP-PEV — CDU - Coligação Democrática Unitária (4) |                                                  | |
| Setúbal (18)                                     | Heloísa Apolónia                                 | PCP-PEV — CDU - Coligação Democrática Unitária (4) |                                                  | |
| Setúbal (18)                                     |                                                  | B.E. - Bloco de Esquerda (2)                       | Joana Mortágua                                   | |
| Setúbal (18)                                     | Sandra Cunha                                     | B.E. - Bloco de Esquerda (2)                       |                                                  | |
| Setúbal (18)                                     |                                                  | Deputado não inscrito (1)                          | Paulo Trigo Pereira                              | Inicialmente eleito nas listas do PS, passou a deputado não inscrito a 6 de dezembro de 2018, devido a divergência políticas com a direcção da bancada do PS na sequência do processo de discussão e votação do Orçamento de Estado para 2019 na Assembleia da República. |
| Viana do Castelo (6)                             |                                                  | PPD/PSD.CDS-PP — Portugal à Frente (4)             | Carlos Abreu Amorim                              | |
| Viana do Castelo (6)                             |                                                  | PPD/PSD.CDS-PP — Portugal à Frente (4)             | Luís Campos Ferreira                             | Renunciou a 1 de janeiro de 2019, por razões pessoais e profissionais. |
| Viana do Castelo (6)                             | Emília Cerqueira                                 | PPD/PSD.CDS-PP — Portugal à Frente (4)             |                                                  | |
| Viana do Castelo (6)                             |                                                  | PPD/PSD.CDS-PP — Portugal à Frente (4)             | Abel Baptista                                    | Renunciou a 16 de setembro de 2016, por divergências com a direção política do CDS-PP, assumindo uma candidatura independente à Câmara Municipal de Ponte de Lima. |
| Viana do Castelo (6)                             |                                                  | PS - Partido Socialista (2)                        | Tiago Brandão Rodrigues                          | Tomou posse a 27 de novembro de 2015 no XXI Governo Constitucional. |
| Viana do Castelo (6)                             | José Manuel Carpinteira                          | PS - Partido Socialista (2)                        |                                                  | |
| Vila Real (5)                                    |                                                  | PPD/PSD.CDS-PP — Portugal à Frente (3)             | Luís Leite Ramos                                 | |
| Vila Real (5)                                    | Luis Pedro Pimentel                              | PPD/PSD.CDS-PP — Portugal à Frente (3)             |                                                  | |
| Vila Real (5)                                    | Maria Manuela Tender                             | PPD/PSD.CDS-PP — Portugal à Frente (3)             |                                                  | |
| Vila Real (5)                                    |                                                  | PS - Partido Socialista (2)                        | Ascenso Simões                                   | |
| Vila Real (5)                                    | Francisco Rocha                                  | PS - Partido Socialista (2)                        |                                                  | |
| Viseu (9)                                        |                                                  | PPD/PSD.CDS-PP — Portugal à Frente (6)             | António Leitão Amaro                             | |
| Viseu (9)                                        | Pedro Alves                                      | PPD/PSD.CDS-PP — Portugal à Frente (6)             |                                                  | |
| Viseu (9)                                        | Inês Domingos                                    | PPD/PSD.CDS-PP — Portugal à Frente (6)             |                                                  | |
| Viseu (9)                                        | António Lima Costa                               | PPD/PSD.CDS-PP — Portugal à Frente (6)             |                                                  | |
| Viseu (9)                                        | Isaura Pedro                                     | PPD/PSD.CDS-PP — Portugal à Frente (6)             |                                                  | |
| Viseu (9)                                        | Helder Amaral                                    | PPD/PSD.CDS-PP — Portugal à Frente (6)             |                                                  | |
| Viseu (9)                                        |                                                  | PS - Partido Socialista (3)                        | Maria Manuel Leitão Marques                      | Tomou posse a 27 de novembro de 2015 no XXI Governo Constitucional. Cessou funções no governo a 18 de fevereiro de 2019 e regressou à AR. Renunciou a 2 de julho de 2019 para assumir funções como deputada ao Parlamento Europeu na 9ª legislatura (2019-2024).          |
| Viseu (9)                                        |                                                  | PS - Partido Socialista (3)                        | António Borges                                   | Renunciou a 24 de fevereiro de 2017. |
| Viseu (9)                                        | João Paulo Rebelo                                | PS - Partido Socialista (3)                        |                                                  | |
| Açores (5)                                       |                                                  | PS - Partido Socialista (3)                        | Carlos César                                     | |
| Açores (5)                                       | Lara Martinho                                    | PS - Partido Socialista (3)                        |                                                  | |
| Açores (5)                                       | João Azevedo Castro                              | PS - Partido Socialista (3)                        |                                                  | |
| Açores (5)                                       |                                                  | PPD/PSD - Partido Social Democrata (2)             | Berta Cabral                                     | |
| Açores (5)                                       | António Ventura                                  | PPD/PSD - Partido Social Democrata (2)             |                                                  | |
| Madeira (6)                                      |                                                  | PPD/PSD - Partido Social Democrata (3)             | Sara Madruga da Costa                            | |
| Madeira (6)                                      | Rubina Berardo                                   | PPD/PSD - Partido Social Democrata (3)             |                                                  | |
| Madeira (6)                                      | Paulo Neves                                      | PPD/PSD - Partido Social Democrata (3)             |                                                  | |
| Madeira (6)                                      |                                                  | PS - Partido Socialista (2)                        | Carlos Pereira                                   | |
| Madeira (6)                                      | Luís Vilhena                                     | PS - Partido Socialista (2)                        |                                                  | |
| Madeira (6)                                      |                                                  | B.E. - Bloco de Esquerda                           | Paulino Ascenção                                 | Renunciou a 16 de abril de 2018, na sequência do escândalo de recebimentos indevidos de reembolsos pelos deputados eleitos pelos círculos da Madeira e dos Açores. |
| Europa (2)                                       |                                                  | PPD/PSD.CDS-PP — Portugal à Frente                 | Carlos Alberto Gonçalves                         | |
| Europa (2)                                       |                                                  | PS - Partido Socialista                            | Paulo Pisco                                      | |
| Fora da Europa (2)                               |                                                  | PPD/PSD.CDS-PP — Portugal à Frente (2)             | José Cesário                                     | |
| Fora da Europa (2)                               | Carlos Páscoa Gonçalves                          | PPD/PSD.CDS-PP — Portugal à Frente (2)             |                                                  | |